# Bodung Station
Bodung Station (Bodung stasjon eller Bodung stoppested) er en jernbanestation på Kongsvingerbanen, der ligger i byområdet Årnes i Nes kommune i Norge. Den består af et spor, en perron med et læskur i gulmalet træ og en parkeringsplads.
Stationen åbnede som holdeplads 25. juni 1913. Oprindeligt hed den Bodding, men den skiftede navn til Bodung 1. februar 1926. Den blev nedgraderet til trinbræt 1. marts 1966.
Stationen betjenes af lokaltog mellem Asker og Kongsvinger. I forbindelse med indførelsen af en ny køreplan for togene i Østlandet i december 2012 blev betjeningen reduceret, så togene kun stopper ved stationen i myldretiden. I slutningen af 2017 gik Bane Nor i gang med at undersøge mulighederne for at bygge et nyt krydsningsspor ved stationen.